# 国士舘大学サッカー部
国士舘大学サッカー部（こくしかんだいがくサッカーぶ、英語: Kokushikan University Football Club）は、東京都町田市にある国士舘大学のサッカー部である。

## 概要
1956年に大澤英雄によって創部。大澤は同サッカー部の初代主将を務め、後に監督として同サッカー部を長きに渡って指導した。関東大学サッカー連盟に加盟し関東大学サッカーリーグ戦3部リーグに参加。1963年に関東大学リーグ2部へ昇格。1970年に関東大学リーグ1部へ昇格。
1978年、第58回天皇杯全日本サッカー選手権大会に初出場。1982年に柱谷幸一らを擁して関東大学リーグ1部および全日本大学サッカー選手権大会で初優勝。1991年、総理大臣杯全日本大学サッカートーナメントで初優勝した。
1996年の第76回天皇杯全日本サッカー選手権大会2回戦でヴァンフォーレ甲府に勝利を収めた。1998年、ジャパンフットボールリーグが大学生チームに試験的ながら門戸開放した際に全日本大学サッカー連盟の推薦を得て参加。1999年からは日本フットボールリーグ (JFL)に参加し、練習は町田市の国士舘グラウンドで行い、試合を町田市立陸上競技場などの東京都内各地で開催していた。なお、JFLに参加した際は関東大学リーグ用のチームとは別のチームを編成して、トップチームは2チーム体制にしていた。
2004年12月、サッカー部員の一人が未成年の女性を自宅に連れ込んだうえ他の部員14人を集め、合計15人のサッカー部員で集団強姦を行った国士舘大学サッカー部レイプ事件を起こし、児童福祉法違反および東京都青少年の健全な育成に関する条例違反により逮捕・起訴された事件を受けて、同年12月24日に部は無期限の活動停止となり、同年を以て日本フットボールリーグ（JFL）を退会した。
2005年4月1日に活動を再開し、関東大学リーグに復帰。2008年、関東大学リーグ1部で準優勝。また、6年ぶりに出場した第88回天皇杯全日本サッカー選手権大会の3回戦で徳島ヴォルティスに勝利した。
2017年、東京都サッカートーナメントで優勝して第97回天皇杯全日本サッカー選手権大会に出場（9年ぶり）。本大会1回戦でJ3のブラウブリッツ秋田に勝利した。

## 主な成績
- 全日本大学サッカー選手権大会
  - 優勝：4回 (1982, 1996, 1998, 1999)
  - 準優勝：6回 (1984, 1990, 1997, 2001, 2002, 2013)
- 総理大臣杯全日本大学サッカートーナメント
  - 優勝：4回 (1991, 1979,2002,2022)
  - 準優勝：1回 ( 1999)
- 関東大学サッカーリーグ戦1部
  - 優勝：9回 (1982, 1984, 1985, 1989, 1991, 1995, 1997, 1998, 2001)
  - 準優勝：4回 (1990, 1992, 1996, 2008)
- 東京都サッカートーナメント
  - 優勝：2回 (2008, 2017）

## 戦績

### 大学サッカー
| 年度 | 所属    | 順位 | 勝点 | 試合 | 勝 | 分 | 敗 | 得点 | 失点 | 得失 | アミノ杯   | 総理大臣杯 | 大学選手権 | 監督     |
| 2008 | 関東1部 | 2位  | 41   | 22   | 12 | 5  | 5  | 39   | 31   | 8    | -          | 二回戦敗退 | ベスト8    | 細田三二 |
| 2009 | 関東1部 | 6位  | 30   | 22   | 9  | 3  | 10 | 33   | 33   | 0    | -          | ベスト8    | -          | 細田三二 |
| 2010 | 関東1部 | 3位  | 40   | 22   | 12 | 4  | 6  | 37   | 31   | 6    | -          | ベスト4    | 一回戦敗退 | 細田三二 |
| 2011 | 関東1部 | 6位  | 28   | 22   | 8  | 4  | 10 | 27   | 36   | -9   | -          | ベスト8    | -          | 細田三二 |
| 2012 | 関東1部 | 7位  | 32   | 22   | 10 | 2  | 10 | 41   | 43   | -2   | 3位        | ベスト8    | -          | 細田三二 |
| 2013 | 関東1部 | 4位  | 34   | 22   | 10 | 4  | 8  | 36   | 30   | 6    | 一回戦敗退 | -          | 準優勝     | 細田三二 |
| 2014 | 関東1部 | 5位  | 32   | 22   | 8  | 8  | 6  | 36   | 32   | 4    | 3位        | 二回戦敗退 | 二回戦敗退 | 細田三二 |
| 2015 | 関東1部 | 5位  | 33   | 22   | 10 | 3  | 9  | 45   | 29   | 16   | 二回戦敗退 | -          | ベスト4    | 細田三二 |
| 2016 | 関東1部 | 12位 | 21   | 22   | 6  | 3  | 13 | 22   | 44   | -22  | 4位        | 二回戦敗退 | -          | 細田三二 |
| 2017 | 関東2部 | 2位  | 47   | 22   | 14 | 5  | 3  | 43   | 23   | 20   | 二回戦敗退 | -          | -          | 細田三二 |

### JFL
| 年   | カテゴリ | 順位 | 勝点 | 勝            | 分 | 負             | 得点 | 失点 | 監督     |
| ---- | -------- | ---- | ---- | ------------- | -- | -------------- | ---- | ---- | -------- |
| 1998 | 旧JFL    | 15位 | 21   | 8 (3延長 0PK) |    | 22 (1延長 1PK) | 42   | 76   | 大澤英雄 |
| 1999 | JFL      | 9位  | 16   | 6 (2延長)     | 0  | 18 (3延長)     | 36   | 65   | 大澤英雄 |
| 2000 | JFL      | 7位  | 28   | 10 (3延長)    | 1  | 11 (2延長)     | 45   | 48   | 大澤英雄 |
| 2001 | JFL      | 10位 | 36   | 10            | 6  | 14             | 47   | 53   | 大澤英雄 |
| 2002 | JFL      | 5位  | 30   | 9             | 3  | 5              | 28   | 20   | 大澤英雄 |
| 2003 | JFL      | 11位 | 33   | 10            | 3  | 17             | 36   | 64   | 大澤英雄 |
| 2004 | JFL      | 15位 | 20   | 5             | 5  | 20             | 37   | 73   | 細田三二 |

## 出身者
| 1959年度卒 - 大澤英雄 1980年度卒 - 山本昌邦 1981年度卒 - 今井雅隆 - 内山篤 - 前田隆司 1982年度卒 - 柱谷幸一 - 山田松市 1984年度卒 - 佐々木雅尚 1985年度卒 - 宮澤ミシェル 1986年度卒 - 鈴木康仁 - 柱谷哲二 1987年度卒 - 東川昌典 - 向島建 - 簔口祐介 1989年度卒 - 小泉淳嗣 (中退) 1990年度卒 - 鈴木政紀 - 野田知 - 本街直樹 1991年度卒 - 中河昌彦 - 吉田裕幸 1992年度卒 - 永井秀樹 (中退) - 新村泰彦 - 山路嘉人 1993年度卒 - 高橋健二 1994年度卒 - 安藤正裕 - 伊藤彰 - 土橋正樹 - 深川友貴 1995年度卒 - 大柴健二 - 太田雅之 | 1996年度卒 - 浦田尚希 - 今野章 - 佐藤尽 1997年度卒 - 伊藤卓 (中退) - 宮下真洋 1998年度卒 - 熱田眞 - 金沢浄 - 鏑木享 - 小林稔 - 齋藤誠一 - 富永英明 1999年度卒 - 鏑木豪 (途中退部) - 佐伯直哉 - 鈴木勝大 - 堤健吾 - 高橋努 2000年度卒 - 木谷公亮 - 西村卓朗 2001年度卒 - 安部裕之 - 板橋裕也 - 齋藤竜 - 高木義成 (中退) - 山根伸泉 2002年度卒 - 朝日大輔 - 大槻邦雄 - 景山健司 - 白尾秀人 - 照井篤 - 冨山卓也 - 渡辺誠 2003年度卒 - 北一真 - 相馬崇人 (途中退部) - 冨士祐樹 - 村山祐介 - 山崎雅人 | 2004年度卒 - 片岡洋介 - 清水康也 2005年度卒 - 片山奨典 - 蒲原達也 - 久保田勲 - 竹内彬 2006年度卒 - 柴崎晃誠 - 養父雄仁 2007年度卒 - 足助翔 - 菅原康太 - 鈴木智幸 2008年度卒 - 井筒和之 - 武岡優斗 - 半田武嗣 2009年度卒 - 天野恒太 - 伊東俊 - 柏好文 - 先崎勝也 - 内藤圭佑 - 中村祐輝 2010年度卒 - 新井章太 - 大竹隆人 - 塩谷司 - 山田賢二 2011年度卒 - 西山峻太 - 吉野峻光 | 2012年度卒 - 金子昌広 - 佐藤優平 - 宮澤勇樹 - 山岡哲也 - 瀬川和樹 2013年度卒 - 橋本拓門 - 服部康平 - 嶺岸佳介 2014年度卒 - 小澤章人 - 進藤誠司 - 平松宗 - 池ヶ谷颯斗 - 今瀬淳也 - 松本和樹 2015年度卒 - 福田友也 - 高見啓太 2016年度卒 - 林祥太 - 藤嵜智貴 2017年度卒 - 荒木翔 - 山口和樹 - 平野佑一 2018年度卒 - 大石竜平 - 花房稔 - 飯野七聖 - 諸岡裕人 - 田場ディエゴ 2019年度卒 - 明本考浩 - 住吉ジェラニレショーン - 髙橋利樹 - 谷村海那 2020年度卒 - 田代琉我 - 松岡大智 - 新井晴樹 - 宮本英治 - 澁谷雅也 - 市川侑麻 | 2021年度卒 - 梶谷政仁 - 谷口栄斗 - 内田瑞己 - 前川智敬 - 伊藤稜馬 - 有田稜 - 中村駿 2022年度卒 - 飯田雅浩 - 大石悠介 - 綱島悠斗 - 布施谷翔 - 牧山晃政 - 棚橋尭士 - 東條敦輝 - 高橋尚紀 2023年度卒 - 望月ヘンリー海輝 - 山田裕翔 - 大西悠介 2024年度卒 - 東川続 |